# Пересветов, Филипп Силич
Филипп Силич Пересветов — русский служилый человек, воевода во времена правления царей Михаила Фёдоровича и Алексея Михайловича.

## Биография
Происходил из служилых людей, вышедших в Рыльск из Новгорода-Северского после Смутного времени. В 1629 году в Рыльске его отец Сила Иванович Пересветов был написан по дворовому списку и имел оклад в 350 четий и 10 рублей. В 1631 году в Рыльском и Кромском уездах за Силой Ивановичем было поместной земли 113 четей с осминой, на службе был на коне с саадаком и с человеком на мерине. Филипп Силич начал служить с 1625 года. С 1654 года на войне с Речью Посполитой. Участвовал в обороне Старого Быхова, где был ранен в правую ногу из «пистоля». Под предводительством князя Трубецкого, Алексея Никитича был под Конотопом, откуда вместе с князем Козловским, Григорием Афанасьевичем был послан в Киев. Затем был в сражениях под Хмельником (1659), Белой Церковью, Уманью. В битве под Любаром был с князем Шереметевым, Василием Борисовичем, где был ранен в правую руку из лука. В битве под Чудновом раненным был взят в плен поляками. В плену провел 1,5 года, откуда вышел в Русское царство. 21 марта 1662 года подал челобитную в Разрядный приказ, в которой жалуясь на разорение поместья в Рыльском уезде крымскими татарами просил отпустить его в город Олешню воеводой на место воеводы Федора Неболсина. Был отпущен и в сентябре 1662 года вступил в должность воеводы Олешни, пробыв им до 6 ноября 1664 года.